# حشره‌خوار درختی معمولی
حشره‌خوار درختی معمولی(نام علمی: Tupaia glis) نام یک گونه از تیره حشره‌خوار درختی سنجابی است.